# Rezolucja Rady Bezpieczeństwa ONZ nr 352
Rezolucja Rady Bezpieczeństwa ONZ nr 352 została przyjęta jednomyślnie 21 czerwca 1974 r.
Po przeanalizowaniu wniosku Grenady o członkostwo w Organizacji Narodów Zjednoczonych, Rada zaleciła Zgromadzeniu Ogólnemu przyjęcie tego państwa do swojego grona.

## Źródło
- UNSCR - Resolution 352